# Puli
Il puli è una razza canina ungherese riconosciuta dalla FCI (standard n. 55, gruppo 1, sezione 1).

## Storia
La parola puli significa "conduttore", è da più di un millennio un cane da pastore ungherese. Da sempre oltre che ottimo pastore, si è rivelato efficientissimo anche per il riporto in acqua, tanto che viene definito cane d'acqua ungherese. 
Nei secoli scorsi, oltre che per la custodia del bestiame, era spesso impiegato nella caccia. A differenza dei cani da pastore ungheresi a pelo bianco, utilizzati in particolar modo per il lavoro notturno, il puli lavorava quasi esclusivamente di giorno, probabilmente perché il suo colore scuro era più visibile alla vista delle pecore. Nel 1921 viene redatto il suo standard, ma solo più tardi si videro i primi esemplari in esposizioni internazionali.

## Descrizione

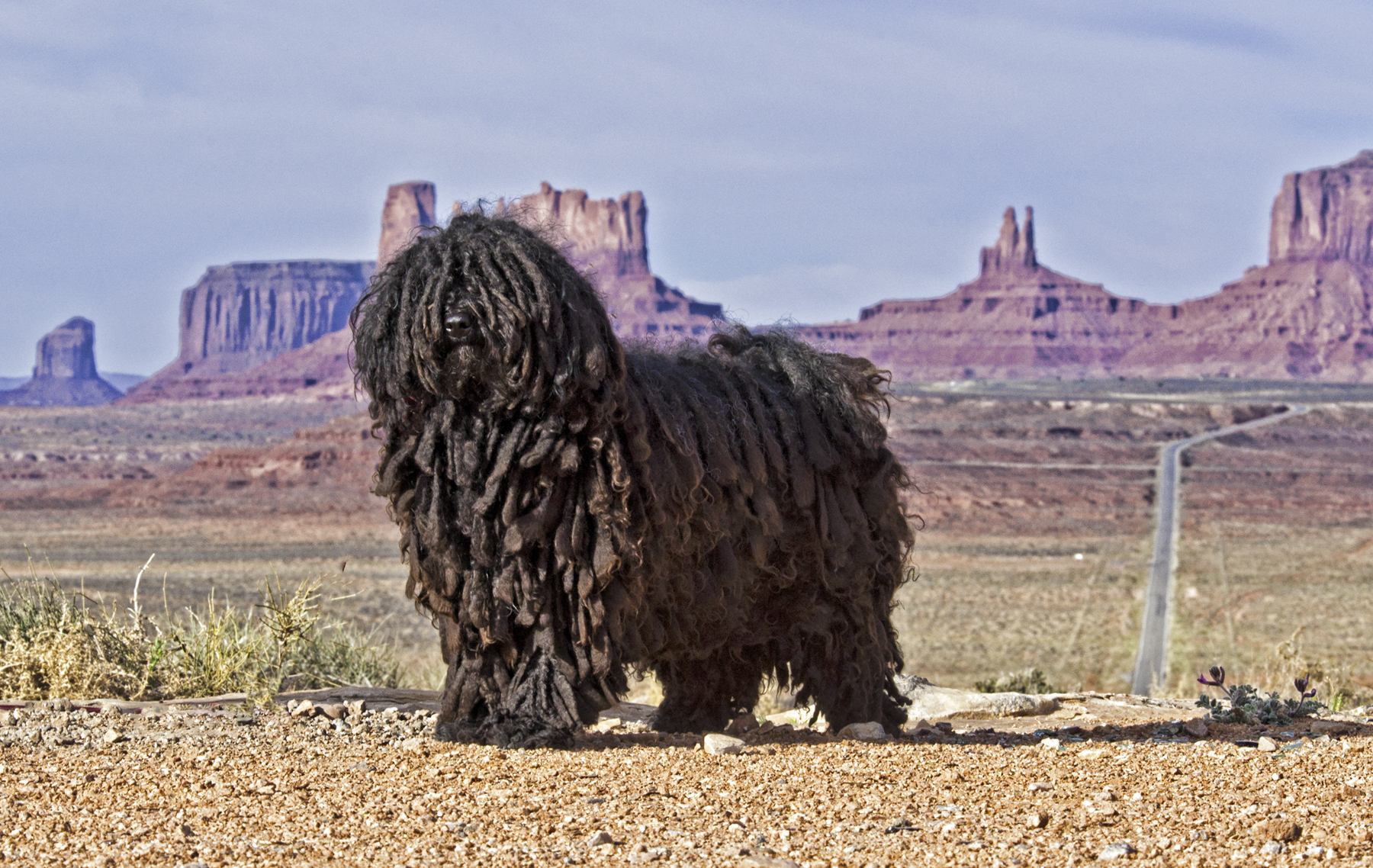
Un puli nella monument valley, Stati Uniti.

La coda è portata ricurva sui reni. I colori ammessi variano a seconda della varietà : nero, nero con sfumature rossastre, vari toni di grigio, bianco. 
Il pelo è talmente folto da rendere difficile l'esame delle varie parti del corpo : la testa sembra piccola e rotonda per via del pelo che ricade sugli occhi, nascondendoli, vista di fianco, ellittica. Il cranio è arrotondato, la canna nasale rettilinea e più corta del cranio, lo stop ben marcato. Gli occhi sono di colore bruno, con sguardo vivace e attento. Le orecchie sono pendenti, a forma di “V”. 
Il mantello è composto da un pelo grosso di tessitura, e da un sottopelo fine: la giusta proporzione tra grosso e fine determina la forma di feltratura “stretta” che è quella desiderata per la razza. 
Se il pelo grosso è eccessivo, il manto resta rado, aperto. Se c'è invece è troppo fine si ha una feltratura eccessivamente estesa. Il manto detto “cordato” è composto di peli uniformi, discendenti e strettamente ondulati. I piccoli boccoli di tale forma, hanno tendenza a feltrarsi meno, formando piuttosto delle lunghe cordelle. 
Il pelo è più lungo, da 8 a 18 cm, sulla groppa, sui reni, sulle cosce, in certi casi tocca quasi il suolo quando il cane è in stazione eretta, mentre quello più corto si trova sulla testa e sui piedi. 

## Carattere
È un cane molto intelligente, vivace e docile. È inoltre molto devoto al padrone. È un buon compagno per i bambini e li tratta come propri cuccioli senza mai esagerare nel gioco. Con il passare degli anni è diventato quasi esclusivamente un cane da compagnia e da esposizione, anche se mantiene le caratteristiche di pastore. Ha tuttavia una buona attitudine alla guardia. Molto coraggioso. Facile da addestrare anche se bisogna averne le competenze necessarie. Ama molto l'acqua; in passato era usato come cane da riporto. Cane rustico e robustissimo. Si può tenere sia in casa che in giardino. Si adatta agli spazi piccoli ma rimane un pastore che ha bisogno di frequenti passeggiate.

## Cure
Il pelo non è facile da tenere pulito. Si consiglia sempre di evitare che il cane si sporchi, anche se questo accade con facilità. Inoltre i parassiti si insediano facilmente nel suo foltissimo pelo. Necessita quindi di particolari cure per evitare lo sviluppo di malattie parassitarie anche gravi.

## Caratteristiche
| Adatto per  | Non adatto per    |
| ----------- | ----------------- |
| agility dog | guardia           |
| fly ball    | protezione civile |
| freestyle   | difesa            |
| obedience   |                   |
| compagnia   |                   |